# Ilusión (álbum de Fonseca)
Ilusión es el cuarto álbum de estudio del cantante colombiano Fonseca, lanzado bajo la disquera Sony Music el 30 de septiembre de 2011. El álbum fue producido por Bernardo Ossa y Andrés Levin. La mayoría de canciones son inspiradas por los diferentes sentimientos relativos al entusiasmo y el gozo de amar, y musicalmente el álbum es Pop latino influenciado por Tropipop.
Como parte de la promoción, han sido lanzados tres sencillos. El primero de ellos, «Desde Que No Estás», fue lanzado el 22 de agosto de 2011 solo en algunos países de Latinoamérica, alcanzando así los primeros diez puestos en muchos de estos.  «Eres Mi Sueño» se puso a la venta como segundo sencillo del álbum, fue lanzado el 30 de noviembre de 2011 y el único (hasta ahora) lanzado en los Estados Unidos el 19 de junio de 2012. La canción alcanzó el número tres en Colombia, y el número quince en la lista Top Latin Songs de la revista Billboard. El tercer sencillo lanzado el 31 de agosto de 2012, lleva como nombre «Ay Amor».
Para apoyar las ventas del álbum, el cantante colombiano ha estado presente en muchas entrevistas que han sido transmitidas por televisión y radio, una gira apoyada por Éxito. También fue telonero de la gira de conciertos GIGANTES Tour en Latinoamérica y algunas ciudades de los Estados Unidos. El álbum fue nominado a dos categorías en los Premios Grammy Latino.

## Promoción
En septiembre de 2011 el cantante Fonseca ofreció un concierto benéfico en la ciudad de Bogotá, el cual tenía como fin recaudar dinero para financiar un proyecto de reconstrucción de escuelas afectadas por la pasada ola invernal ocurrida en Colombia. El proyecto se llevó a cabo en el municipio de Santa Cruz de Mompox, Bolívar. Él se pronunció acerca de esto: "Estoy muy contento de poder apoyar a Colombia Humanitaria. Después del invierno hay muchas cosas en el país que deben regresar a la normalidad y el país nos necesita a todos". Los diferentes medios de comunicación en Colombia relacionaron el hecho de cómo Fonseca le había dado esa ilusión a aquellos niños. Un mes después él comenzó su gira llamada "Tour Éxito 2011" bajo la compañía colombiana  Éxito. Recorriendo más de 15 ciudades para 17 presentaciones en vivo durante seis semanas. Él interpretó muchas de sus canciones del álbum como: "Los Buenos Milagros", "Desde Que No Estás" y muchas otras más. La gira comenzó el 21 de octubre en Envigado y finalizó el 4 de diciembre en Cartagena.

### Ilusion Tour
Fonseca emprendió una pequeña gira como soporte de su cuarto álbum 'Ilusión', la cual empezó el 12 de septiembre de 2012.
| Fecha                    | Ciudad    | País       | Lugar                                   |
| ------------------------ | --------- | ---------- | --------------------------------------- |
| 12 de septiembre de 2012 | Loja      | Ecuador    | Plaza Simón Bolívar                     |
| 29 de septiembre de 2012 | San José  | Costa Rica | Estadio Nacional de Costa Rica          |
| 3 de octubre de 2012     | Panamá    | Panamá     | Figali Convention Center                |
| 26 de octubre de 2012    | Sídney    | Australia  | Luna Park Sidney                        |
| 27 de octubre de 2012    | Brisbane  | Australia  | Brisbane Convention & Exhibition Centre |
| 28 de octubre de 2012    | Melbourne | Australia  | Palace Theatre                          |

#### Nota
Los dos actos en América Central fueron parte de la gira GIGANTES Tour por los artistas Marc Anthony y Chayanne. Un concierto fue pospuesto:
- 29 de septiembre de 2012, en San José en el Estadio Nacional de Costa Rica: pospuesto al 30 de septiembre de 2012.

Los tres actos en Australia es en colaboración con el músico Willie Colón, el segundo acto (en Brisbane) es parte del concurso "Clave Contra Clave" como acto final.

### Sencillos
El primer sencillo estrenado fue «Desde Que No Estás», estrenado en Colombia y en algunos países de Latinoamérica. Y también es el segundo sencillo de la producción en los Estados Unidos. Fue lanzada el 22 de agosto de 2011 en la tienda virtual iTunes. A mediados del 2012 la canción recibió la nominación como "Mejor Canción Tropical" en los Latin Grammy, la cual perdió ante la canción "Toma Mi Vida" de Milly Quezada en colaboración con Juan Luis Guerra. Un mes después de haber lanzado su álbum en Colombia decidió lanzar «Eres Mi Sueño» el 30 de noviembre de 2011, lanzado como primer sencillo en los Estados Unidos., alcanzando el puesto No.15 en las listas de música latina. Finalmente se decidió lanzar el tercer sencillo del álbum el 31 de agosto de 2012, «Ay Amor», acompañado con una versión dance.,

## Lista de canciones
- Edición estándar

| Ilusión |                             |                                         |          |  |
| N.º     | Título                      | Escritor(es)                            | Duración |  |
| 1.      | «Eres Mi Sueño»             | Maffio Alkatraks, Juan Fernando Fonseca | 3:15     |  |
| 2.      | «Los Buenos Milagros»       | Descemer Bueno, Fonseca                 | 3:39     |  |
| 3.      | «Ilusión»                   | Juan Fernando Fonseca                   | 3:32     |  |
| 4.      | «Soledad»                   | Andrés Cabas, Fonseca                   | 3:58     |  |
| 5.      | «Desde Que No Estás»        | Alejandro Bassi, Fonseca                | 3:34     |  |
| 6.      | «Ay Amor»                   | Juan Fernando Fonseca                   | 3:21     |  |
| 7.      | «Historia De Amor»          | Toño Meriño                             | 4:12     |  |
| 8.      | «Abcdario»                  | Juan Fernando Fonseca                   | 4:03     |  |
| 9.      | «Si Te Acuerdas De Mí»      | Wilfran Castillo, Fonseca               | 3:31     |  |
| 10.     | «Tu Amor Ya Sabe»           | Claudia Brant, Fonseca                  | 4:02     |  |
| 11.     | «Como Duele»                | Fonseca, Andrés Levin                   | 4:14     |  |
| 12.     | «Baila Esta Última»         | Andrés Acosta, Fonseca                  | 3:44     |  |
| 13.     | «Cuando Respiro En Tu Boca» | Claudio Valenzuela                      | 3:33     |  |
| 61:12   |                             |                                         |          |  |

| Ilusión + |                            |                                         |          |  |
| N.º       | Título                     | Escritor(es)                            | Duración |  |
| 1.        | «Prometo»                  | Johana Caicedo, Fonseca                 | 3:39     |  |
| 2.        | «Eres Mi Sueño» (acoustic) | Maffio Alkatraks, Juan Fernando Fonseca |          |  |

## Posicionamiento en listas

### Semanales
| Colombia       | Colombian Albums Charts | 1  |
| Estados Unidos | Tropical Albums         | 11 |

### Certificaciones
| País     | Organismo certificador | Certificación | Ventas certificadas | Simbolización | Ref.  |
| -------- | ---------------------- | ------------- | ------------------- | ------------- | ----- |
| Colombia | ASINCOL                | Diamante      | 200 000             | 4▲            | [ 5 ] |

## Premios y nominaciones
Ilusión fue nominado en distintas ceremonias de premiación. A continuación, una lista con algunas de las candidaturas que obtuvo el álbum:
| Año  | Ceremonia de premiación | Premio                      | Resultado | Ref.        |
| ---- | ----------------------- | --------------------------- | --------- | ----------- |
| 2012 | Premios Grammy Latino   | Mejor álbum fusión tropical | Ganador   | [ 2 ] [ 7 ] |

## Historial de lanzamientos
| País           | Fecha                    | Formato               | Ref.  |
| -------------- | ------------------------ | --------------------- | ----- |
| Colombia       | 30 de septiembre de 2011 | CD y descarga digital | [ 8 ] |
| Estados Unidos | 17 de julio de 2011      | CD y descarga digital | [ 9 ] |